# Дроздов, Александр Дмитриевич
Александр Дмитриевич Дроздов (1909—1979) — советский учёный, профессор, доктор технических наук, заслуженный деятель науки и техники России.
Основатель научной школы «Релейная защита и диагностика электроэнергетических систем». Более 40 лет бессменно руководил кафедрой «Электрические станции» Новочеркасского политехнического института.

## Биография
Родился 24 сентября 1909 года в Нижнем Новгороде в семье врача.
В 1927 году окончил среднюю школу в городе Ставрополе, а в 1931 году — Ростовский индустриальный техникум.
После окончания техникума был направлен на работу в «Ростовэнерго», где, ещё будучи студентом Новочеркасского политехнического института, одним из первых внедрил в Ростовских электрических сетях автоматику повторного включения (АПВ) линий, что повысило надежность электроснабжения потребителей. В 1936 году без отрыва от производства окончил энергетический факультет Новочеркасского политехнического института и был зачислен в аспирантуру. Одновременно выполнял обязанности ассистента, затем старшего преподавателя кафедры «Электрооборудование центральных электрических станций» (ЭОЦЭС), которую возглавил в 1937 году.
Научное направление его работ в предвоенные годы — создание теории реле с двумя подводимыми токами, что было отражено в его кандидатской диссертации «Общая теория и основные принципы применения реле с двумя действующими токами». Диссертация была успешно защищена в 1939 году в Московском энергетическом институте (МЭИ), и в 1940 году Дроздов был утверждён в звании доцента.

Фотография 1955 года

В 1941—1942 годах Дроздов работал в НИИ по ремонту оружия, в 1942—1943 годах преподавал в Томском политехническом институте (ныне Томский политехнический университет) для эвакуированных студентов НПИ, а в мае 1943 года вернулся в Новочеркасск и продолжил работу в должности заведующего кафедрой ЭОЦЭС, переименованной впоследствии в кафедру «Электрические станции, сети и системы», затем — в кафедру «Электрические станции», которую он возглавлял до конца своей жизни.
В 1957 году Дроздов защитил в МЭИ докторскую диссертацию на тему «Магнитные трансформаторные реле переменного тока для защиты электросистем». К этому времени он входил в Комиссию по релейной защите Государственного комитета по науке и технике СССР. В 1958—1963 годах А. Д. Дроздовым совместно с Ю. И. Каринским исследованы и разработаны способы защиты линий и блоков «линия-трансформатор», нашедшие применение для особо ответственных ЛЭП. В 1960—1975 годах Дроздов возглавил научное направление по исследованию процессов в каскадных трансформаторах тока высоких и сверхвысоких напряжений. Совместно с А. С. Засыпкиным им разработана оригинальная защита трансформаторов электровозов переменного тока. Патенты на это изобретение получены во Франции, Италии, США.
Умер Александр Дмитриевич 3 марта 1979 года и был похоронен на городском кладбище Новочеркасска.

## Награды
- Заслуженный деятель науки и техники РСФСР (1972).
- Награждён двумя орденами «Знак Почета» и медалями, в том числе «За доблестный труд в Великой Отечественной войне 1941—1945 гг.» и «За оборону Кавказа».[2]

## Память

Мемориальные доски Авилову и Дроздову

- На стене корпуса энергетического факультета ЮРГТУ (НПИ) укреплена мемориальная доска: «Здесь с 1938 по 1979 гг. работал ДРОЗДОВ Александр Дмитриевич профессор, доктор технических наук, выдающийся учёный-электроэнергетик, заслуженный деятель науки и техники РСФСР, заведующий кафедрой „Электрические станции“ (1909—1979 гг.)».[3]
- Вторая памятная доска установлена на кафедре «Электрические станции».
- Решением учёного совета НПИ и приказом ректора кафедре «Электрические станции» присвоено имя А. Д. Дроздова.

## Труды
Всего А. Д. Дроздовым опубликовано 276 научных работ, получено 46 авторских свидетельств, 3 патента на изобретение; более 60 его учеников защитили кандидатские и 17 — докторские диссертации. Авторское свидетельство, полученное А. Д. Дроздовым в 1938 году, было первым изобретением в истории Новочеркасского политехнического института.
- В 1965 году им издана обширная монография «Электрические цепи с ферромагнитными сердечниками в релейной защите», которая подвела итог в его многолетней работе в области переходных процессов в цепях релейной защиты электросистем.
- В 1968 году вышла в свет совместная монография А. Д. Дроздова и В. В. Платонова «Реле дифференциальных защит элементов энергосистем».
- В 1975—1979 годах были выпущены учебные пособия по курсу «Электромагнитные переходные процессы», «Автоматизация энергетических систем».